# Lucinda Urrusti
Lucinda Urrusti (Melilla; 25 de noviembre de 1929-Ciudad de México; 25 de marzo de 2023) fue una artista plástica mexicana. Nacida en el seno de una familia republicana española llegó a México en 1939. Desde entonces vivió en este  país donde obtuvo la nacionalización a la edad de 18 años. Su trabajo es reconocido no solo en el entorno artístico sino también en el ámbito literario, por poetas y escritores. Urrusti formó parte de la Generación de la Ruptura de México, un grupo de artistas que rompió con el muralismo mexicano dominante de la primera mitad del siglo XX. En su trabajo la artista usa un lenguaje informalista, a medio camino entre la figuración y la abstracción, con un fuerte elemento de experimentación técnica. Es reconocida también como retratista de un importante número de personalidades de la vida cultural y científica mexicana.

## Biografía
Lucinda Urrusti Sanz nació el 25 de noviembre de 1929 en Melilla, España, hija de un soldado republicano del país vasco español.  El estallido de la Guerra Civil en España, ocurrido durante su niñez la llevó a pasar un tiempo en un campamento en Francia junto con su madre y hermano. Tras  localizar a su padre, la familia partió a bordo del Sinaia, primer barco que trasladó refugiados españoles a México, después de que el presidente Lázaro Cárdenas les abriera las puertas del país en 1939.
De niña Lucinda Urrusti no pudo seguir una enseñanza reglada completa, por lo que su educación quedó a cargo de sus padres. En México, estudió en el Instituto Luis Vives, donde recibió sus primeras lecciones formales de pintura y dibujo. En este Instituto comparte clases con otras niñas refugiadas que se convertirían también en artistas, como Regina Raull Bellido. Más tarde, ingresa en la Escuela Nacional de Pintura, Escultura y Grabado "La Esmeralda". Allí comenzó a dibujar desnudos con Jesús Guerrero Galván, aprendió pintura al óleo con Agustín Lazo y trabajó el fresco con Federico Cantú hasta la finalización de sus estudios en 1950. Posteriormente, se  interesó por la arquitectura, pero acabó matriculándose en  Bellas Artes. Mientras estuvo estudiando, trabajó a tiempo parcial en el recién fundado Salón de la Plástica Mexicana, lo que le permitió entrar en contacto con otros artistas.
Estuvo casada con el productor cinematográfico Archibaldo Burns entre 1948 y 1954, con quien tuvo dos hijos.
Desde entonces mantuvo su carrera en activo y continuó pintando en su casa estudio del barrio de Tepepan, de Ciudad de México.
En los últimos meses de su vida se trasladó a casa de uno de sus hijos en Jardines del Pedregal, Ciudad de México, donde falleció el 25 de marzo de 2023.

## Trayectoria profesional
En 1953, Urrusti comenzó a exponer su trabajo en México y en el extranjero, en espacios como la  Bienal de la Juventud en París y la Bienal Panamericana de México. Desde entonces hasta su última gran exposición titulada  La intuición de la libertad, en 2015 en el Museo de la Ciudad de México, ha realizado más de 150 exposiciones individuales y colectivas, incluida su gran exposición individual en el Palacio de Bellas Artes en 1973.
A partir de 1959, su trabajo ganó fama y atrajo la atención de la crítica. Enrique F. Gual y P. Fernández Márquez,  escribieron favorablemente sobre su obra, que fue comparada con la de  otras artista más conocidas como Isabel Villaseñor, María Izquierdo, Cordelia Urueta, Lola Cueto por el historiador de arte Justino Fernández Su trabajo también ha sido reconocido por poetas y escritores, como Carlos Fuentes, Juan García Ponce, Salvador Elizondo y Alí Chumacero.
Urrusti, también ha trabajado como comisaria de exposiciones en el Palacio de Bellas Artes y como profesora de arte.
Desde 1993 fue miembro del Salón de la Plástica Mexicana, del Sistema Nacional de Creadores de Arte. En 2009 y 2012, se publicaron dos libros sobre su vida y obra, Lucinda Urrusti. Pintura de Luz y Lucinta Urrusti: Pintura, escultura y dibujo. En este último se rastrea su trabajo desde 1959 hasta 2011 y contiene textos de escritores como Carlos Fuentes, Salvador Elizondo y Juan García Ponce.
Juan Francisco Urrusti, cineasta y sobrino de la pintora, dirigió un documental sobre su vida y obra, Lucinda Urrusti. Pintora (2020) que recoge imágenes de diversos momentos de su vida y una entrevista larga con el crítico de arte Jaime Moreno Villarreal.
Días después de su fallecimiento, se inauguró en el Museo Kaluz de la Ciudad de México, la exposición Miradas afines: Lucinda Urrusti y Sylvana Burns que explora los diálogos entre la obra de la pintora y su nieta, la fotógrafa Sylvana Burns, en torno al tema del desnudo femenino.

## Arte
Lucinda Urrusti formó parte del grupo de  artistas de la Generación de la Ruptura que rompieron con la dominante Escuela Mexicana de Pintura (muralismo mexicano) a mediados del siglo XX. Ella manifestó en una entrevista que si bien admiraba el muralismo mexicano, decidió no seguirlo porque sentía que el arte era algo más que declaraciones políticas. Al igual que Cézanne, a quien admira, ella propuso que la pintura debería ser una comunicación usando objetos, colores, texturas en una expresión caótica de formas. Los principales protagonistas de sus obras son el espacio y la luz, junto con los colores cambiantes. A menudo combina estos colores con formas geométricas como una especie de naturaleza muerta junto con representaciones de varios animales, objetos comunes y figuras humanas. Ella generalmente no fecha sus obras, que han sido clasificadas como impresionistas y abstractas.
Principalmente trabajó en óleos y dibujos, pero ha experimentado con otras técnicas, como gráficos, cerámica e ilustraciones de libros. Su trabajo más reciente incluye escultura en bronce y piedra, además de objetos que parecen ser construcciones modelo. Sus principales protagonistas son el espacio y la luz, junto con los colores cambiantes. A menudo combina colores cambiantes con formas geométricas como una especie de naturaleza muerta junto con representaciones de varios animales, objetos comunes y figuras humanas. Su pintura ha sido descrita por críticos de arte como Margarita Nelken, Antonio Rodríguez y Ceferino Palencia como composiciones que guardan una intimidad con el papel de la luz prominente en la transmisión de emociones.
Urrusti ha experimentado con diferentes materiales y técnicas como madera, papel, cerámica, hojas secas y flores para agregar textura a sus pinturas. A menudo usa papel con textura. Una técnica suya es aplicar finas capas de color, especialmente blancos y azules, en su trabajo. También agrega elementos a sus aceites, como pequeñas piezas de cerámica para dar la impresión de un collage, y ha experimentado con el dibujo utilizando series de líneas borrosas que dan la sensación de volumen.  
Ocasionalmente, Urrusti también experimentó con otros tipos de pinturas, como son los paisajes. Sin embargo, son sus retratos los que le han proporcionado parte de su reconocimiento como pintora. Su talento para estas obras es valorado por primera vez en una exposición celebrada en 1961. Desde entonces ha retratado a personalidades del mundo de la ciencia y la cultura mexicana como Carlos Fuentes, Octavio Paz, Alfonso García Robles y Gabriel García Márquez.